# Conops nigrifrons
Conops nigrifrons är en tvåvingeart som beskrevs av Krober 1916. Conops nigrifrons ingår i släktet Conops och familjen stekelflugor. Inga underarter finns listade i Catalogue of Life.